# Schwanebeck (Nauen)

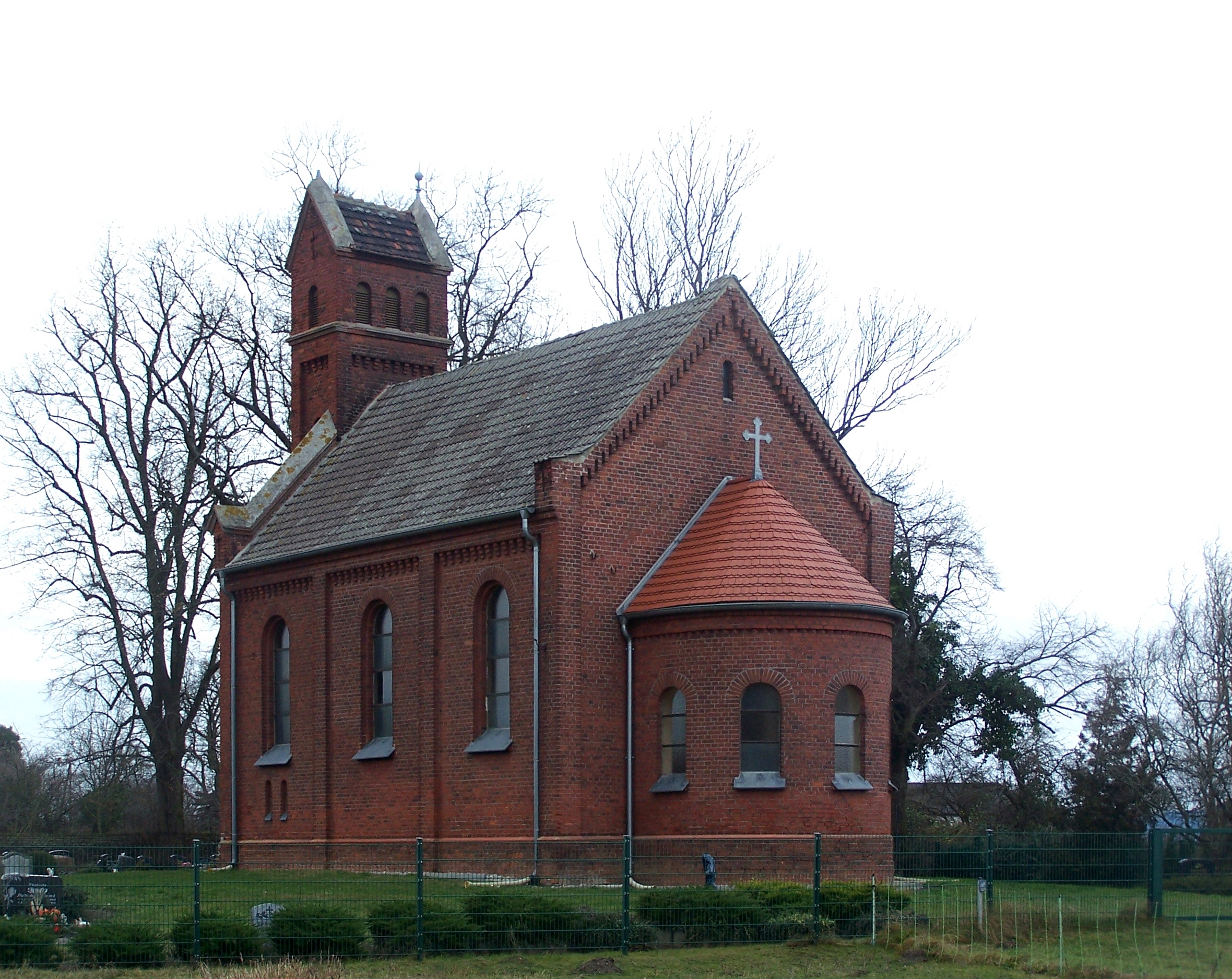
Dorfkirche Schwanebeck

Schwanebeck ist seit dem 19. Mai 1974 ein Ortsteil der Stadt Nauen im Landkreis Havelland in Brandenburg.

## Nachbarorte
- Neukammer, Ortsteil der Stadt Nauen

## Geografie
Schwanebeck befindet sich etwa 7 Kilometer südwestlich von Nauen auf einer Höhe von 40 m ü. NHN. Etwas abseits der Verbindungsstraße Nauen – Brandenburg (L71) gelegen, ist der Ortsteil nur über Neukammer zu erreichen. Die Bahnlinie Berlin–Rathenow schneidet Schwanebeck von weiteren Nachbarorten ab.

## Geschichte
1179 fand Schwanebeck erstmals als „villa Schwanebeke“ Erwähnung. Es wurde als Filial der Kirche von Niebede erwähnt, auf der Bestätigungsurkunde von Bischof Siegfried II. von 1216 ist „Schwanebeke“ ebenso als Filial zu Niebede zu finden. Für 1375 sind im Landbuch für Schwanebeck 22 Hufen, ein Lehnschulze mit zwei Lehn- und zwei Pachthufen und ein Krug zu finden. Nach 1375 wurde Schwanebeck wüst. 1418 wurde Schwanebeck als „Heide zu Schwanebeck“ erwähnt, was eine Wüstung des Dorfes und der Feldmark vermuten lässt. 1539 noch als Feldmark ohne Siedlung erwähnt, erhalten 1574 derer von Bredow „die feldmarcke Schwanebecke“ samt Schäferei. Im Jahr 1565 sind in Schwanebeck wieder zwei Rittersitze derer von Bredow verzeichnet.
1624 sind in Schwanebeck ein Pachtschäfer samt Knechte anzutreffen. 1698 wird Henning Caspar II. von Bredow (* 1658; † 19. Juli 1715) Herr in Schwanebeck. Schwanebeck wird 1745 als Meierei und Schäferei geführt, 1754 jedoch als Vorwerk des Bredower Gutes in Markau. 1788 erbte Asmus Wilhelm von Bredow (1731–1799) Herr auf Gut Prillwitz bei Hohenzieritz/Neubrandenburg das Gut Markau samt dem Vorwerk Schwanebeck von seinem Vetter Henning Caspar IV von Bredow (1742–1788). Ab 1788 ließ Asmus Wilhelm von Bredow ein schlichtes aber nobles Herrenhaus in Schwanebeck errichten. Asmus Wilhelm von Bredows früheres Mündel Christoph August von Bredow (1780–1844), ein direkter Nachkomme von Henning Caspar II. von Bredow, erbte nach dem Tode von Asmus Wilhelm von Bredow 1799 das ehemalige Vorwerk, das sich inzwischen zum Gut Schwanebeck entwickelt hat.
Christoph August von Bredow, ein Verehrer von Albrecht Daniel Thaer (1752–1828), entwickelt das Gut Schwanebeck nach dessen Theorien der modernen Landwirtschaft bis 1820 zu einem Mustergut. Als er 1844 starb, soll in der Kirche zu Schwanebeck beigesetzt worden sein. Es gibt jedoch das Gerücht und wohl auch Hinweise darauf, dass er sich nach Art des Alten Fritz mitsamt seinem Lieblingspferd auf der Südseite unweit des Schwanebecker Sees begraben ließ. Christoph August von Bredow folgte Karl Friedrich Wilhelm von Bredow (1796–1862) als Gutsherr in Schwanebeck; dieser ließ das Herrenhaus von Schwanebeck vergrößern. Das vergrößerte Herrenhaus wuchs zu einem elfachsigen Bau mit einem herrschaftlichen Wohngeschoss auf ungewöhnlich hohem Sockel. Noch bis 1910 blieb es Wohnsitz der von Bredow.
1870 erhielt Schwanebeck eine eigene Schule mit einem Schulzimmer und einer Lehrerwohnung. In den Jahren 1945 bis 1965 wurde sie als Einraumschule für die Klassenstufe 1 bis 3 geführt. Danach mussten die Kinder nach Groß Behnitz bzw. Nauen zur Schule.
Graf Wilhelm Heinrich von Redern (* 1888; † 14. Dezember 1914 in der Schlacht bei Ypern), ein Großneffe von Friedrich Wilhelm von Redern, erwarb noch vor dem Ersten Weltkrieg das Gut Schwanebeck. Gräfin Viktoria Maria von Redern, die Schwester von Graf Wilhelm Heinrich von Redern, erbte das Gut Schwanebeck und verpachtete es weiter. Der Hanfproduzent Arthur Schurig (* 19. Juli 1869 in Gröbers; † 1932) war einer der Pächter zwischen den beiden Weltkriegen.
Im Jahre 1917 lebten im Gutsbezirk Schwanebeck 475 Einwohner. In Schwanebeck selbst lebten 1875 173 Einwohner, 151 (1890), 155 (1910), 315 (1925), 197 (1933), 202 (1939), 368 (1946), 400 (1950), 274 (1964) und 241 Einwohner (1971).
Nach 1945 fanden im Herrenhaus Heimatvertriebene eine neue Unterkunft und die dazugehörigen Ländereien wurden Bodenreformland. Anschließend gingen die landwirtschaftlichen Nutzflächen den typischen sozialistischen Weg von der LPG Typ I bis zur LPG Typ III unter Zusammenlegung mit der Nauener LPG. Dem folgte 1974 die Zusammenlegung der Ortsteile, seitdem ist Schwanebeck ein Ortsteil der Stadt Nauen.
Die Reste des Herrenhauses wurden 2003 abgerissen, zuvor wurde es zu Wohnzwecken, als Gaststätte und als Verkaufsstelle genutzt. Seit 1986 stand es leer und verfiel nach einem Brand im Jahr 2000 zunehmend.